# Корбейська угода (1258)
Корбейська угода — угода, укладена 11 травня 1258 року в місті Корбей (в регіоні Іль-де-Франс) між королем Франції Людовиком IX і королем Арагону Хайме I, за якою французький король, як спадкоємець Карла Великого, відмовився від сюзеренітету над графствами Іспанської марки в обмін на Тулузу, Сен-Жиль, Керсійське графство, Нарбонну, Альбі, Каркассонн, Разес, Безьє, Терм, Менерб, замків Фенує-дю-Разес, Пейрепертюз, Пюїйоран, Фенує і Керібюс.
Угода була скріплена одруженням інфанти Ізабелли Арагонської і дофіна Філіпа.
17 липня арагонський король відмовився від спадкових прав на Прованс (тодішній імперський феод) на користь Маргарити, дочки свого дядька Раймона Беренгера IV, графа Провансу, і дружини французького короля Людовика IX.
Наслідком договору, укладеного в Корбеї, стало остаточне відділення Барселонського дому від впливу Французького королівства, що призвело до поступового зникнення культурних і економічних зв'язків регіонів, які згодом стали Каталонією з Лангедоком, і переходу Провансу у володіння Анжу-Сицилійської династії Капетингів, а після її занепаду — його включення до складу Французького королівства.